# (16868) 1998 AK8
(16868) 1998 AK8 est un astéroïde aréocroiseur découvert en 1998.

## Description
(16868) 1998 AK8 a été découvert le 9 janvier 1998 au Centre de recherches en géodynamique et astrométrie (CERGA), à Caussols en France, par le projet scientifique européen OCA-DLR Asteroid Survey (ODAS).

### Caractéristiques orbitales
L'orbite de cet astéroïde est caractérisée par un demi-grand axe de 1,80 UA, un périhélie de 1,47 UA, une excentricité de 0,18 et une inclinaison de 48,23° par rapport à l'écliptique. Du fait de ces caractéristiques, à savoir un demi-grand axe inférieur à 3,2 UA et un périhélie compris entre 1,3 et 1,666 UA, il croise l'orbite de Mars et est classé, selon la JPL Small-Body Database, comme astéroïde aréocroiseur (aréo venant de Arès).

### Caractéristiques physiques
(16868) 1998 AK8 a une magnitude absolue (H) de 16,6 et un albédo estimé à 0,214.